# Дом Леоны Панайот
Дом Леоны Панайот (серб. Кућа Леоне Панајот) — памятник культуры, расположенный на улице Французской д. 31 в Белграде, на территории городского района Стари-Град. Дом возведён в 1908 году, представляет собой недвижимый объект культурного наследия.
Здание построено в виде двухэтажного семейного дома по проекту архитектора Джуры Баяловича. Состоит из подвала, двух этажей и чердачного помещения. Архитектурное оформление дома выполнено в стиле модерн. Являясь ярким образцом этого стиля, дом был представлен на IV югославской выставке искусства, проведённой в Белграде в 1912 году. Брат архитектора, Петр Баялович, проектировал Сербский павильон для Международной выставки искусства в Риме 1911 года.
Характеристиками стиля модерн на фасаде дома являются вертикальное деление неглубокими пилястрами, асимметричность, горизонтальные карнизы, не повторяющие внутреннее разделение ярусов, неглубокое растительное рельефное украшение, сегментарно-арочные формы оконных рам, а также полихромия. В частности, выделяется квадратная башня в угловой части здания с выступающим эркером. Редким примером стиля модерн в Белграде является почти круговая форма поля, окаймляющего центральный балконный проём на втором этаже. Декоративная отделка отличается пышной растительной орнаментикой, как на фасаде в штукатурке, так и на дверях в дереве, с умело выполненным и гармонично вписывающимися деталями отделки. Ярким образцом стиля модерн являются ворота, ведущие в двор, изготовленные из кованого железа. Гармоничным архитектурным решением и пышной лепкой выделяется как представительный образец городского жилого дома начала XX века, являющийся редким примером последовательно применения стиля модерна в Белграде.
Здание представляет собой яркий образец авторского стиля известного белградского архитектора, имеющее особое значение для развития архитектуры Белграда в первом десятилетии XX века.
Дом Леоны Панайот признан памятником культуры в 1997 году (Решение, «СлужбенигласникРС» № 51/97).